# Derek Anderson
Pour les articles homonymes, voir Anderson.
Derek Anderson, né le 18 juillet 1974 à Louisville, Kentucky, est un ancien joueur de basket-ball américain.

## Biographie
Derek Anderson a eu une enfance compliqué puisqu'il est orphelin a 11ans puis père a 14ans et joue au basket dans la rue et travaille et tous cela a payé puisqu'Il remporte le championnat NCAA (National Collegiate Athletic Association) en 1996 avec les Kentucky Wildcats. Il remporte également le titre de la National Basketball Association (NBA) lors de la saison 2005–2006 avec le Heat de Miami.